# Ceratogyrus dolichocephalus
Ceratogyrus dolichocephalus là một loài nhện trong họ Theraphosidae.
Loài này thuộc chi Ceratogyrus. Ceratogyrus dolichocephalus được J. Hewitt miêu tả năm 1919.

## Hình ảnh

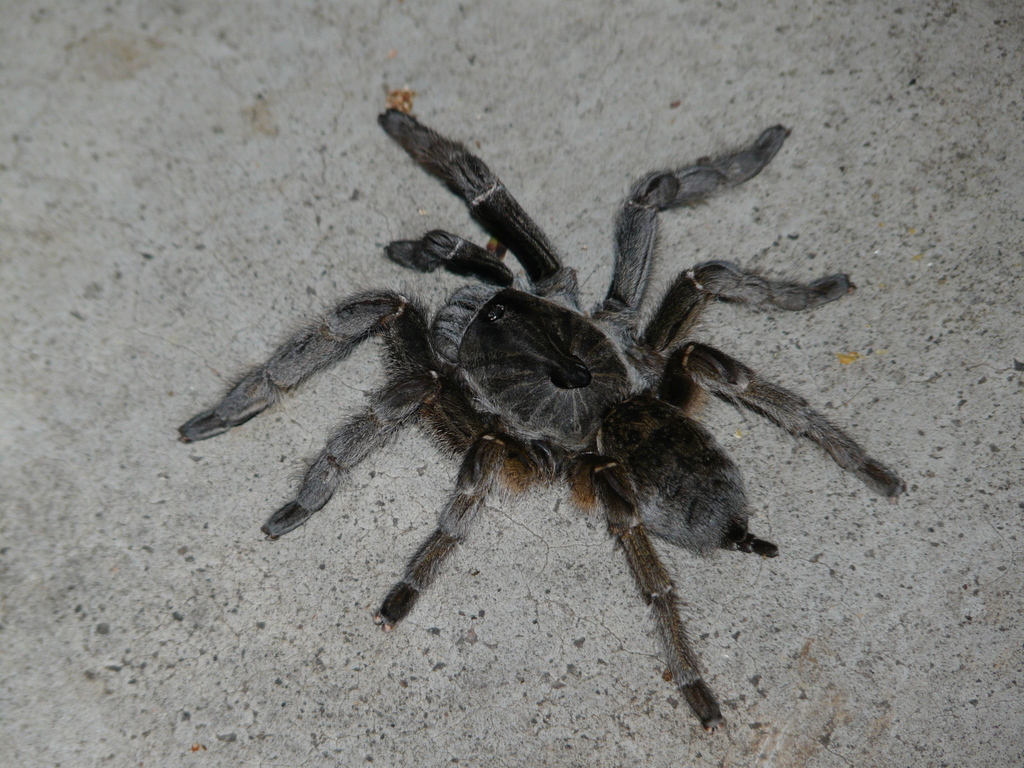
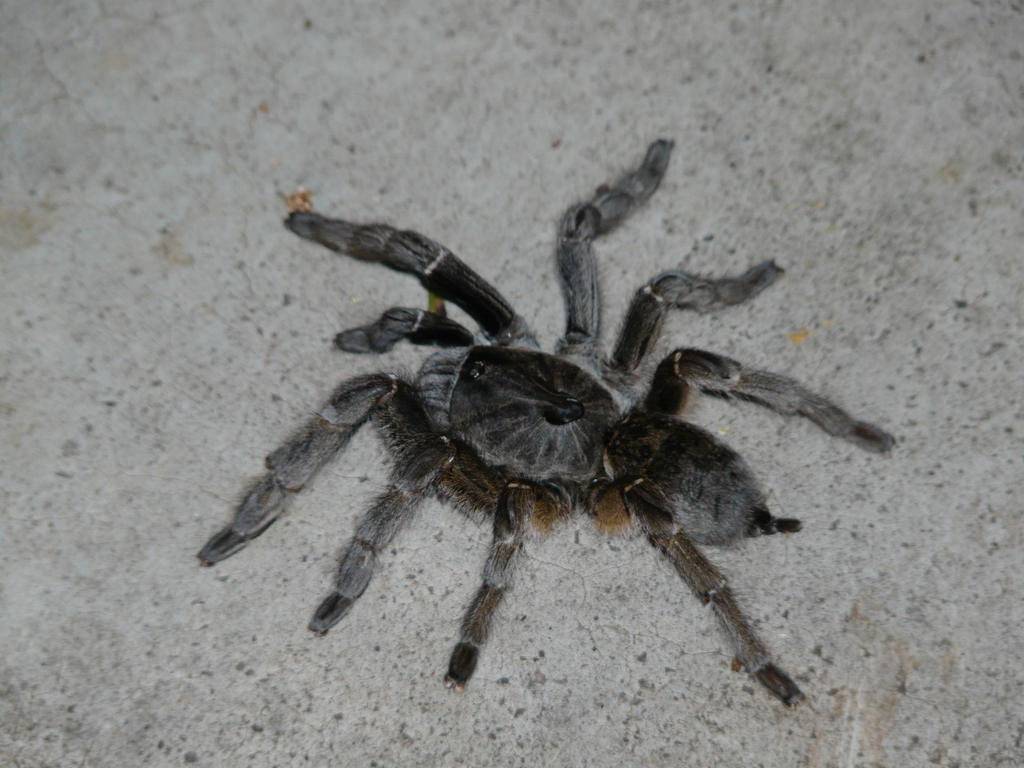
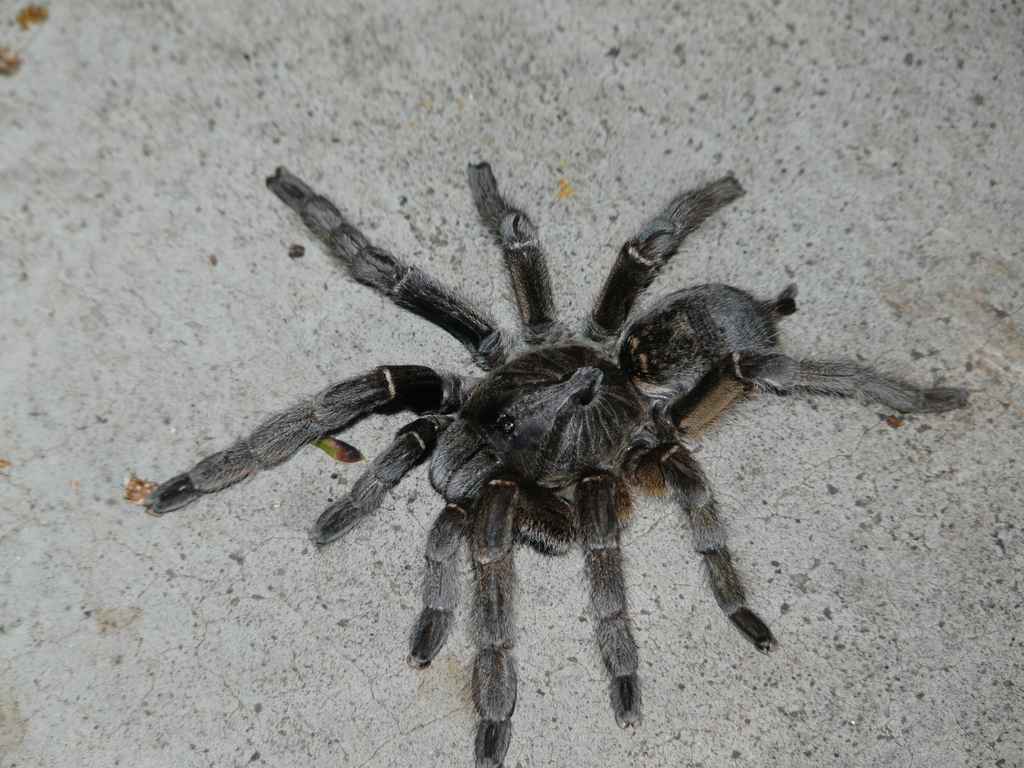